# Lungwebungu
Der Lungwebungu, in Angola Lungué Bungo, ist ein Fluss, der in Angola auf dem Plateau der Stadt Chingamba in der Provinz Moxico entspringt, nach Südosten fließt und bei Lukulu in Sambia in den Sambesi mündet.

## Verlauf
Der Lungwebungu ist der mächtigste Nebenfluss des oberen Sambesi. Das Flusstal ist etwa 645 Kilometer lang. In ihm mäandriert der Fluss breit dahin, so dass die tatsächliche Flusslänge ein Mehrfaches davon beträgt, wenn das gesamte Tal in der Trockenzeit nicht breit überflutet ist wie in der Regenzeit.
Sein Mündungsgebiet liegt in den enorm tierreichen Liuwa-Auen.

## Hydrometrie
Die Abflussmenge des Einzugsgebietes des Flusses wurde in m³/s gemessen.

## Transport
Der Fluss ist mit mittleren Booten schiffbar, in der Regenzeit über einen Nebenfluss fast bis Cangumbe an der Benguelabahn, in der Trockenzeit müssen etwa 30 Kilometer zu Land passiert werden. Er hat keine Wasserfälle oder Schnellen, was ihn früher zum Transportweg in das Gebiet des oberen Sambesi machte, das wegen seines Sandes über Land nur schwer erreichbar ist. Der Bürgerkrieg in Angola hat diese Handelsverbindungen jedoch abreißen lassen.